# Oczkowice
Oczkowice – wieś w Polsce położona w województwie wielkopolskim, w powiecie rawickim, w gminie Miejska Górka.
| SIMC    | Nazwa | Rodzaj    |
| ------- | ----- | --------- |
| 0373327 | Korea | część wsi |

Wieś Oczkowice powstała w drugiej połowie XIII wieku. Prawdopodobnie sołectwo Oczkowice istniało już w 1294 roku. Wioska należała do rodu Awdańców. Pod koniec XVIII w. wieś liczyła niewiele ponad stu mieszkańców. Hodowano wówczas krowy, bydło jałowe, świnie i drób. Źródła potwierdzają, że w 1741 roku istniała tam gorzelnia. Poddani niechętnie wykonywali pańszczyznę, dlatego dziedzic Oczkowic, Święcicki, poprosił o wykonanie egzekucji na poddanych za niewykonanie pańszczyzny.
W okresie Wielkiego Księstwa Poznańskiego (1815-1848) miejscowość wzmiankowana jako Oczkowice należała do wsi większych w ówczesnym pruskim powiecie Kröben (krobskim) w rejencji poznańskiej. Oczkowice należały do okręgu jutroszyńskiego tego powiatu i stanowiły odrębny majątek, którego właścicielem był wówczas (1846) Aleksander Bojanowski. Według spisu urzędowego z 1837 roku wieś liczyła 207 mieszkańców, którzy zamieszkiwali 23 dymy (domostwa). Do majątku Oczkowice należały w tym czasie również: Góreczki Wielkie oraz folwark Wygoda.
Mimo że historyczne Oczkowice związane są z ziemią rawicką, należały wraz z Kołaczkowicami do powiatu krobskiego (1815-1887) oraz do powiatu gostyńskiego (1887-1975). W Oczkowicach na uwagę zasługuje niewielki dworek i mały park z drzewostanem.
Od połowy XIX w. do roku 1888 gospodarzył tutaj Walenty Nasierowski - powstaniec listopadowy i ostatni belwederczyk.
W latach 1975–1998 miejscowość administracyjnie należała do województwa leszczyńskiego.
Nazwa wsi dała nazwę przystankowi kolejowemu Oczkowice, położonemu na terenie pobliskiego przysiółka Topólka.